# Bruno Buchberger

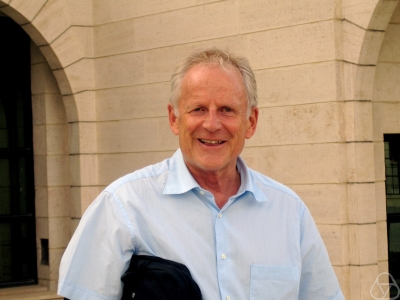
Bruno Buchberger 2005

Bruno Buchberger (* 22. Oktober 1942 in Innsbruck) ist ein österreichischer Mathematiker.

## Leben
Er besuchte das Akademische Gymnasium Innsbruck und promovierte 1966 bei Wolfgang Gröbner an der Universität Innsbruck zum Thema Ein Algorithmus zum Auffinden der Basiselemente des Restklassenrings nach einem nulldimensionalen Polynomideal. Mit der Dissertation begründete er die Theorie der Gröbnerbasen und den Buchberger-Algorithmus, die eine wichtige Rolle in der Computeralgebra spielen. Seit 1974 ist er ordentlicher Professor für Computer-Mathematik an der Johannes Kepler Universität Linz, 1987 gründete er dort das Forschungsinstitut für Symbolisches Rechnen (RISC-Linz).

## Wissenschaft
Im Alter von 23 Jahren erfand Buchberger die Theorie der „Gröbnerbasen“, eines grundlegenden Verfahrens der Computer-Mathematik, das inzwischen weltweit in vielen Millionen Installationen in allen modernen mathematischen Software-Systemen verwendet wird und über welches international zahlreiche Forschergruppen weiterarbeiten. Insgesamt wurden bisher 10 Lehrbücher und ca. 1000 wissenschaftliche Publikationen über Buchbergers Theorie veröffentlicht. Die Theorie der Gröbner-Basen dürfte das international am meisten zitierte österreichische Forschungsergebnis im Bereich der Computer-Mathematik sein (über 3000 Citations im Research Index). Jedes Jahr werden neue Anwendungen von Buchbergers Theorie in sehr unterschiedlichen technologischen Bereichen gefunden, z. B. zum Brechen eines bisher als unbrechbar geltenden kryptographischen Codes mit Buchbergers Verfahren (Univ. Paris VI), zur neuen Steuerung für die Öl-Förderplattformen der Firma Shell mit größerer und längerer Ausbeute, und zur Identifikation von gemeinsamen Vorfahren in den genetischen Evolutionsketten von Species.
Derzeitiges Haupt-Forschungsgebiet Buchbergers ist die Entwicklung des mathematischen Software-Systems „Theorema“, mit der der mathematische Denkprozess selbst durch mathematische Algorithmen („den Computer“) unterstützt werden kann. Das führt zur Steigerung der Effizienz, der Präzision, der Nachprüfbarkeit, Modularisierung und Neuorganisation des gesamten wissenschaftlichen Prozesses in der mathematischen Forschung.
Seit 2014 ist er Mitglied der Global Digital Mathematical Library Working Group der IMU.

## Technologie-Management für Österreich
1985 gründete Buchberger das internationale wissenschaftliche Journal of Symbolic Computation, das erste Journal auf dem Gebiet des Symbolic Computation, und war bis 1995 dessen Herausgeber.
1987 gründete er das Research Institute for Symbolic Computation (RISC) an der Johannes Kepler Universität Linz und leitete dieses bis 2000.
1989 gründete Buchberger den Softwarepark Hagenberg in Hagenberg im Mühlkreis, in dem unter seiner Leitung seither mehr als 1000 Arbeitsplätze geschaffen wurden. Drei Jahre später gründete er die Fachhochschule in Hagenberg. 2007 baute er das erste Master’s Program in Informatics in Österreich im Softwarepark Hagenberg auf.

## Sonstige Leistungen
Buchberger erstellte als IT-Beauftragter der Universität Innsbruck das Konzept für das dort 2001 gestartete Informatikstudium.

## Auszeichnungen
Bruno Buchberger ist Ehrendoktor der Universitäten Nijmegen (Niederlande, 1995), Timisoara (Rumänien, 2000), Bath (UK, 2005), Waterloo (Kanada, 2011) und Innsbruck (Österreich, 2012). 1991 wurde er in die Academia Europaea in London aufgenommen. 2011 folgte die Aufnahme als korrespondierendes Mitglied in die Bayrische Akademie der Wissenschaften und die Verleihung der Ehrenmitgliedschaft der Österreichischen Computer Gesellschaft (OCG).
Bruno Buchberger wurde im Jahr 2010 für seine Leistungen bei der Gründung des Research Institute for Symbolic Computation von der Presse in der Sektion Forschung als Österreicher des Jahres gewählt. 2007 erhielt er den Paris-Kanellakis-Preis und 2006 die Julius-Raab-Medaille. 2014 erhielt er das Österreichische Ehrenzeichen für Wissenschaft und Kunst.
Im Jahr 2015 wurde Buchberger der Große Kulturpreis des Landes Oberösterreich verliehen. Für 2018 wurde ihm der Herbrand Award zugesprochen.